# Heterometrus fulvipes
Chersonesometrus fulvipes ist ein indischer Skorpion der Familie Scorpionidae.

## Beschreibung
Chersonesometrus fulvipes ist ein 70 bis 100 Millimeter langer Skorpion. Adulte Tiere haben eine rötlich-braune bis schwarze Grundfarbe. Die Beine und das Telson sind gelb bis gelbbraun oder rotbraun und immer heller als der Körper. Die Femora und die Patellen der Pedipalpen männlicher Tiere sind ein wenig langgestreckter als die der weiblichen. Die Chelae sind lappenförmig, mit einem Verhältnis von Länge zu Breite von etwa 1,7 bis 1,9 zu 1 bei beiden Geschlechtern, sie unterscheiden sich jedoch in der Form. Ihre Oberseite ist mit rundlichen Granulen bedeckt, die keine Kiele bilden. Der Carapax hat bei juvenilen und manchen adulten weiblichen Skorpionen eine glatte und glänzende Oberfläche mit granulösen Rändern. Bei den meisten adulten Tieren ist die gesamte Oberfläche spärlich mit Granulen besetzt. Die Kämme des Kammorgans haben bei beiden Geschlechtern 12 bis 18 Zähne. Das Telson ist behaart, mit einer Giftblase, die mindestens so lang wie der Giftstachel ist.

## Verbreitung und Lebensraum
Als Terra typica von Chersonesometrus fulvipes wurde in der Erstbeschreibung falsch Java angegeben. Mit der Festlegung eines Neotypen im Jahr 1981 wurde Nashik im westindischen Bundesstaat Maharashtra zum Typenfundort.
Die Art ist fast im gesamten indischen Staatsgebiet verbreitet, Nachweise fehlen lediglich für die Bundesstaaten Goa und Kerala sowie für das Unionsterritorium Puducherry.

## Lebensweise
Chersonesometrus fulvipes gräbt wie die übrigen Arten der Gattung Chersonesometrus Wohnröhren in lehmhaltigen Boden. Die Bauten sind durchschnittlich 40 Zentimeter lange, abgewinkelte Röhren am Fuß von Bäumen oder Büschen. Sie sind von außen an ihrer charakteristischen halbmondförmigen Öffnung von 3,5 bis 4,5 Zentimetern Breite bei adulten Bewohnern zu erkennen und weisen am Ende eine Kammer auf. Der Nachwuchs bleibt nur 8 bis 12 Tage auf dem Rücken der Mutter, lebt aber anschließend über lange Zeit in deren Bau. Gelegentlich leben im Bau des Muttertieres zwei Bruten. Als Grund dafür werden die Gefährdung durch Prädatoren und die Schwierigkeit des Grabens von Wohnröhren während der trockenen Jahreszeiten vermutet. Die von einem Muttertier mit ihrem Nachwuchs bewohnten Röhren werden nach und nach von den juvenilen Skorpionen zu einem Bau mit mehreren Ausgängen umgestaltet.
Die Jungtiere zeigen im Nest nicht nur keinen Kannibalismus untereinander, sondern ein ausgeprägtes soziales Verhalten, das der Eusozialität nahekommt. So handeln sie bei der Erweiterung des Nestes und bei der Jagd arbeitsteilig. Die Mutter kommuniziert mit dem Nachwuchs über Stridulationsgeräusche und stellt vorverdaute Nahrung zur Verfügung, die die Jungtiere untereinander aufteilen.

## Systematik

### Erstbeschreibung
Die Erstbeschreibung erfolgte durch Carl Ludwig Koch im 1837 erschienenen vierten Band seines Werks Die Arachniden nach einem einzelnen vermutlich weiblichen Exemplar aus der Sammlung des Nürnberger Naturforschers und Kupferstechers Jacob Sturm. Als „Vaterland“ gab Koch, wohl nach den Angaben Sturms, falsch Java an.

### Typmaterial
Das von Koch seiner Erstbeschreibung zugrunde gelegte Sammlungsexemplar ist verschollen. H. W. C. Couzijn wählte 1981 aus den von Reginald Innes Pocock 1900 für die Erstbeschreibung von Chersonesometrus fulvipes bombayensis verwendeten Exemplaren einen weiblichen Skorpion aus, der der Erstbeschreibung von C. L. Koch in seiner Erscheinung nahe kam und aus einem als Typenfundort geeigneten Gebiet stammte. Dieser Neotypus befindet sich wie die weiteren Syntypen von „Chersonesometrus fulvipes bombayensis“ im Natural History Museum in London.

### Etymologie
Koch machte über die Etymologie des Artnamens keine Angaben. Er ist hergeleitet von den lateinischen Wörtern fulvus (deutsch: rotgelb, braungelb) und pes (deutsch: Fuß).

### Synonyme und Unterarten
Wie alle im 18. und 19. Jahrhundert beschriebenen Arten der Gattung Heterometrus unterlag auch Heterometrus fulvipes wiederholt geänderter Gattungszugehörigkeit. Das war die Folge unterschiedlicher Auffassungen der Arachnologen über die Gültigkeit einzelner Gattungen und ihre Abgrenzung voneinander. So wurde Heterometrus fulvipes seit 1837 in die Gattungen und Untergattungen Buthus, Scorpio, Pandinus, Palamnaeus, Heterometrus, Chersonesometrus (Scorpio) und zuletzt 1981 von Couzijn in die Untergattung Heterometrus (Heterometrus) gestellt. Die Untergattung Chersonesometrus und alle anderen von Couzijn beschriebenen Untergattungen von Heterometrus wurden 2004 von František Kovařík in seiner Revision der Gattung Heterometrus aufgehoben.
- Palamnaeus fulvipes bombayensis Pocock, 1900: In seinem Band über Arachniden in der Fauna of British India, including Ceylon and Burma beschrieb Pocock diese Unterart. Sie wurde 1981 von Couzijn mit Heterometrus fulvipes synonymisiert, einen von Pococks Syntypen nahm Couzijn zum Neotypen für Buthus fulvipes C. L. Koch, 1837.[2][9]
- Palamnaeus fulvipes madraspatensis Pocock, 1900: diese Unterart beschrieb Pocock ebenfalls im Jahr 1900, und auch sie wurde 1981 von Couzijn mit Heterometrus fulvipes synonymisiert. B. K. Tikader und D. B. Bastawade erhoben sie 1983 zur Art Heterometrus madraspatensis.[2][9][10]

Im Rahmen ihrer Revision der Gattung Heterometrus stellten Lorenzo Prendini und Stephanie F. Loria Heterometrus fulvipes in die Gattung Chersonesometrus.

## Toxikologie
Aus dem Skorpiongift von Chersonesometrus fulvipes konnten zwei Proteine mit einer außergewöhnlichen Struktur identifiziert werden, κ-Hefutoxin 1 und κ-Hefutoxin 2, die bestimmte Kaliumkanäle nicht nur blockieren, sondern ihre Aktivierung verzögern. Ein weiteres Protein, HfPLA2, ist eine Phospholipase A2 und blockiert die Ryanodin-Rezeptoren RYR1 und RYR2.